# Gladsaxe Sogn
Gladsaxe Sogn er et sogn i Gladsaxe-Herlev Provsti (Helsingør Stift). Sognet ligger i Gladsaxe Kommune (Region Hovedstaden). Indtil Kommunalreformen i 2007 lå det i Gladsaxe Kommune (Københavns Amt), og indtil Kommunalreformen i 1970 lå det i Sokkelund Herred (Københavns Amt). I Gladsaxe Sogn ligger Gladsaxe Kirke.
Gladsaxe sogn består bl.a. af bydelene Gladsaxe, Haspegård og Kagså. Gladsaxe Trafikplads er et trafikknudepunkt i området, og Gladsaxefortet og Kagså Kollegiet ligger ikke langt derfra. I sognet er der to grundskoler / folkeskoler: Atheneskolen og Gladsaxe Skole.